# دامکولاکادا
دامکولاکادا (به لاتین: Damkulakada) یک منطقهٔ مسکونی در روسیه است که در شهرستان لواشینسکی واقع شده‌است.